# Carinerland
Carinerland é um município da Alemanha, situado no distrito de Rostock, no estado de Mecklemburgo-Pomerânia Ocidental. Tem 52,36 km² de área, e sua população em 2019 foi estimada em 1.247 habitantes.